# Deep Sengupta

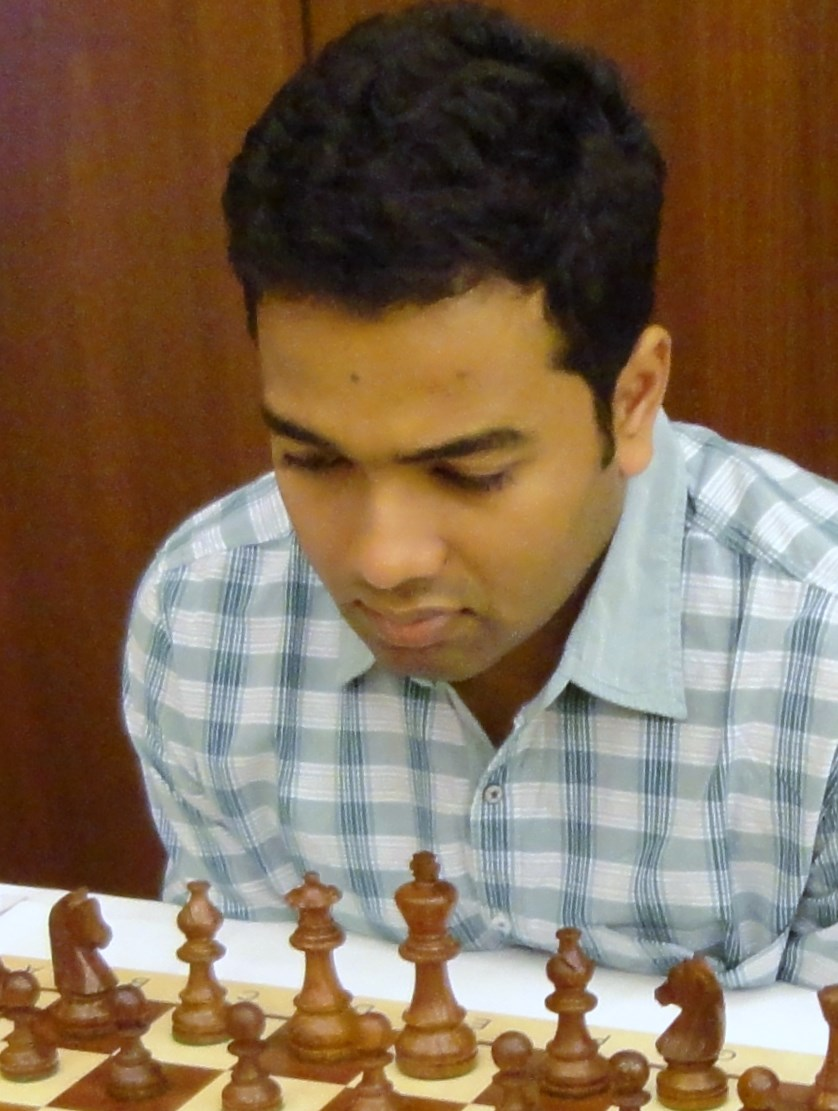
Deep Sengupta (2014)

Deep Sengupta (30 juni 1988) is een schaker uit de deelstaat Jharkhand, India, momenteel wonend in Kasba. Zijn FIDE-rating in 2017 is 2583. Hij is de 22e grootmeester (GM) van India, sinds 2010.
Hij begon met schaken op de Chakradharpur Chess Academy, en won het Wereldkampioenschap schaken voor jeugd (jongens) in 2000.
In december 2004 behaalde hij zijn eerste GM-norm bij het Wereldkampioenschap schaken junioren in Kochi (India), in 2005 werd hij kampioen van India bij de junioren.
In april 2009 won hij de Doeberl Cup, in een toernooi met een sterk deelnemersveld, en behaalde zijn tweede GM-norm. In 2010, werd hij gedeeld eerste met Tigran Gharamian en Vadym Malachatko, bij het 24e Open Pierre and Vacances toernooi, waardoor hij voldoende resultaten had voor het mogen aanvragen van de GM-titel, die werd verleend in 2010. Begin 2011 werd hij bij het Hastings International-toernooi gedeeld eerste met Arghyadip Das, Deep Sangupta won via de tie-break. In 2011 werd hij gedeeld 2e–7e met Maxim Turov, Viacheslav Zakhartsov, Krisztian Szabo, Lev Gutman, David Berczes en Samuel Shankland in het ZMDI Schaakfestival in Dresden. In 2012 werd hij 4e in het schaakkampioenschap van India. In 2014 won hij het Commonwealth Schaakkampioenschap in Glasgow, na winst tegen IM Aravindh Chithambaram in de tie-break; beide spelers behaalden 7.5 pt. uit 9. In 2016 won hij het Hastings International-toernooi met 7 pt. uit 9 partijen.
Hij werkt voor de Indiase Oil and Natural Gas Corporation. Zijn oudere broer Pratik Sengupta is ook een schaker.

## Externe koppelingen
- (en)   Informatie over schaakpartijen van Deep Sengupta op ChessGames.com
- (en)   Informatie over schaakpartijen van Deep Sengupta op 365chess.com
- (en)  FIDE-ratinggegevens voor Deep Sengupta